# Denimzine
Denimzine var en svensk musiktidning som gavs ut mellan åren 1998 och 2009.
Joel Borg & Kristian Gustafsson startade Denimzine som fanzine som 14-åringar. Fanzinet utvecklades sedan till att bli en av Skandinaviens största musiktidningar. Hyllat för att lyfta ej kommersiell musik och nischat mot alternativ musik. Tidigt och oftast gjorde de första svenska intervjuerna med artister. 
Borg och Gustafsson la ner DZ / Denimzine 2009 då de tyckte att tidningen hade blivit för stor och var på väg att bli för kommersiellt.  
Under åren hann de träffa och göra stora intervjuer med Roky Erickson, Spoon, The Donnas, The Sonics, The Kills, Eagles Of Death Metal, Yeah Yeah Yeahs, The Hives, The Hellacopters, Black Lips, Jay Reatard, Test Icicles, The Jon Spencer Blues Explosion, Misfits, Jayne County, Reigning Sound, King Khan, Wolfmother, Baby Shakes, Nouvelle Vague, Brian Jonestown Massacre, Dead Boys, Buzzcocks, Stiff Little Fingers, Deerhunter, Vampire Weekend, Witchcraft, Queens Of The Stone Age, The Raconteurs, MGMT, Henry Rollins, Be Your Own Pet, Fucked Up, The Bronx, Lightning Bolt, Turbonegro, Sic Alps, Japanese Motors, The Soundtrack Of Our Lives, Cold War Kids, Detroit Cobras, Masshysteri och många många fler. 

Distributionen skedde med fokus på Sverige genom bl.a. Interpress, men också till resten av Skandinavien, genom skivaffärer och butiker i Danmark, Norge och Finland. Denimzine hade skribenter i Göteborg, Stockholm, New York, London, Los Angeles, Berlin och Sydney. Kontoret och högkvarteret var senare åren placerat i Stockholm. Skribenter från tidningen var bl.a. Joacim Persson (numer Aftonbladet), Odd Ahlgren, Manuela Iwanson (spelar nu med Hurula), Niklas Westergren (även tidningens redaktör 2007-2009), Björn Westerlund, Annika Berglund, Jakob Knutsson m.fl.

Pressmeddelande om att Denimzine lägger ner 2009: 
"Det är dags att avliva tidningen medan vi fortfarande tycker om den. Vi startade i en källare i Nässjö där vi varvade tidningsarbete med att spela tv-spel, käka glass och dricka folköl och när vi nu spikar igen kistan sitter vi på DZ redaktionens egna lokal på Götgatsbacken i Stockholm där glassen är utbytt mot sushi, folkölen med fernet och tv-spelstiden ägnas nu istället åt vår klubb What We Do Is Secret. Då kopierade vi och häftade ett par hundra ex själva, nu trycks varje nummer på fint papper, limbinds, lackas och skickas över hela världen i tusentals ex. Inte illa pinkat."